# Gymnázium J. S. Machara
Gymnázium J. S. Machara je gymnázium v Brandýse nad Labem-Staré Boleslavi. Bylo založeno v roce 1913 a od roku 1927 sídlí v eklektické budově v Královické ulici v Brandýse nad Labem.

## Historie

### Od vzniku do 1. světové války

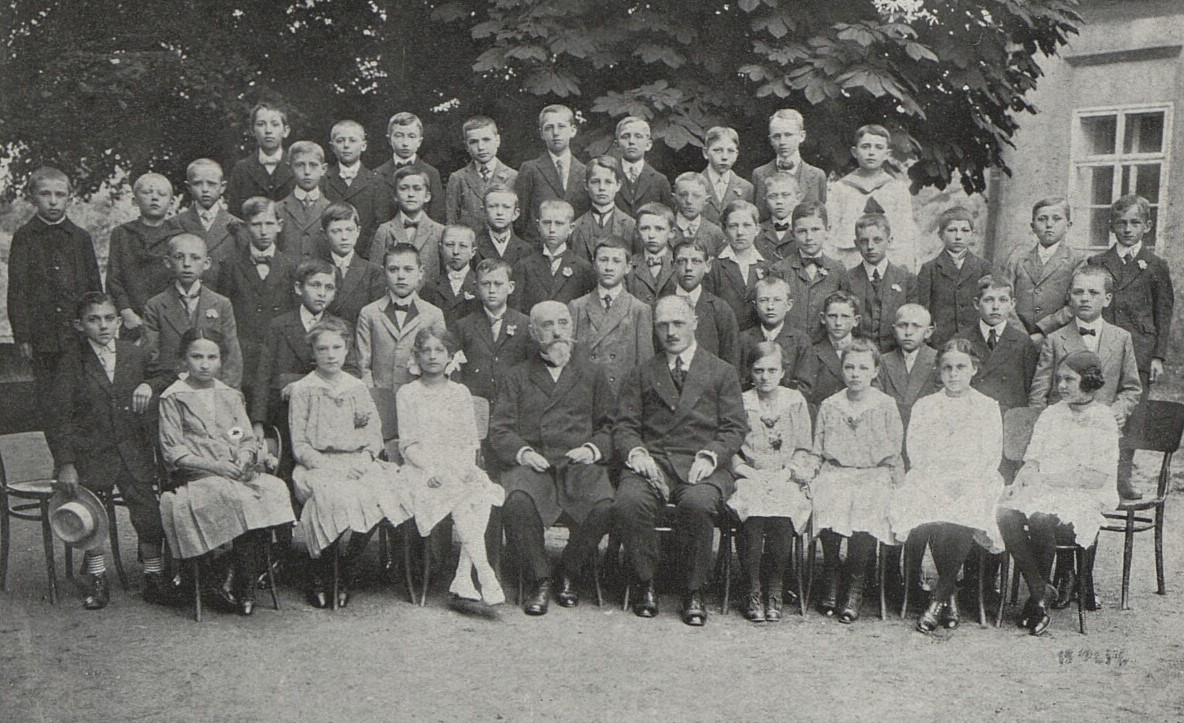
První studenti gymnázia v Brandýse nad Labem (školní rok 1913-1914)

Vznik státního reálného gymnázia v Brandýse nad Labem byl umožněn jeho zařazením do státního rozpočtu na rok 1913.  Dne 28. dubna 1913 byl vydán císařský výnos, jímž se povolovalo počátkem školního roku 1913-1914 zřídit v Brandýse nad Labem osmitřídní reálné gymnázium s českou vyučovací řečí. Nově zřízený ústav nesl název Reálné gymnázium arcivévody Karla Františka Josefa.
10. srpna byl ředitelem brandýského gymnázia ustanoven Gotthard Smolař, profesor státního gymnázia v Jičíně, který zůstal v jeho čele až do konce školního roku 1920 -1921. V lavicích první třídy gymnázia zasedlo 49 studentů.  Každého dalšího roku přibylo k 1. třídě - třída o stupeň vyšší, takže ve školním roce 1920 - 1921 bylo dovršeno vybudování osmitřídního gymnázia, které sídlilo ve vlastní budově, dostatečně prostorné a moderní, mělo dostatečný počet kvalifikovaných profesorů (bylo plánováno až 8 řádných profesorských míst), mělo náležitě vybudované kabinety a odborné pracovny a mohlo tedy úspěšně plnit své pedagogické, ale i kulturní poslání v regionu.
Gymnázium ztratilo za 1. světové války střechu nad hlavou, když v září 1914 uplatnilo vojenské velitelství uplatnilo svá "práva" na zřízení plánované záložní nemocnice, a gymnázium se muselo 11. září 1914 z budovy vystěhovat.

## Současnost
V roce 1998 byla do Brandýsa převezena urna básníka Josefa Svatoplukova Macharova, která byla uložena v 1. patře, pod novou kamennou pamětní deskou. Od stejného roku je gymnázium nazváno po tomto spisovateli, který v Brandýse nad Labem vychodil tři třídy měšťanské školy.
Gymnázium nabízí studium jak v osmiletém, tak ve čtyřletém studijním cyklu. Ředitelkou gymnázia je od roku 2019 PhDr. Ing. Miroslava Zachariášová.

## Pedagogové a absolventi
- Gymnázium navštěvoval český astronom a klimatolog Antonín Bečvář, na jeho počest zde byla založena Přírodovědná společnost Dr. Antonína Bečváře.
- V roce 2003 vydalo gymnázium historickou studii Karly Temrové J.V. Prášek, věnovanou profesorovi a historikovi Justinovi Václavovi Práškovi z Brandýsa.[8]